# Golem (film, 1980)
Pour les articles homonymes, voir Golem (homonymie).
Pour plus de détails, voir Fiche technique et Distribution.
Golem est un film polonais réalisé par Piotr Szulkin, sorti en 1980.

## Synopsis
Dans un futur post-apocalyptique, une oligarchie de scientifiques dirige le monde et cherche à améliorer l'espèce humaine en créant une nouvelle espèce. Cependant, une de ces créations tente de se rebeller contre le système.

## Fiche technique
- Titre français : Golem
- Réalisation : Piotr Szulkin
- Scénario : Piotr Szulkin et Tadeusz Sobolewski d'après le roman de Gustav Meyrink
- Photographie : Zygmunt Samosiuk
- Musique : Zygmunt Konieczny et Józef Skrzek
- Pays d'origine :  Pologne
- Genre : science-fiction
- Date de sortie : 1980

## Distribution
- Marek Walczewski : Pernat
- Krystyna Janda : Rozyna
- Joanna Zólkowska : Miriam
- Jan Nowicki : Champion de sommeil
- Wojciech Pszoniak : Prisonnier
- Krzysztof Majchrzak : le frère de Rozyna
- Andrzej Seweryn : Docteur Creating Pernat
- Emil Karewicz : le chef de scientifiques